# Hyporthodus nigritus
Hyporthodus nigritus är en fiskart som först beskrevs av Holbrook, 1855.  Hyporthodus nigritus ingår i släktet Hyporthodus och familjen havsabborrfiskar. IUCN kategoriserar arten globalt som akut hotad. Inga underarter finns listade i Catalogue of Life.